# Sam Vaknin
Shmuel « Sam » Vaknin (né le 21 avril 1961) est un écrivain israélien. Il est l'auteur de Malignant Self Love: Narcissism Revisited (1999). Il a également été rédacteur en chef du site d'informations politiques Global Politician. Il dirige un site web privé sur le trouble de la personnalité narcissique. Il a par ailleurs énoncé une théorie sur les chronons et l'asymétrie du temps.

## Biographie
Vaknin est l'aîné de cinq frères et sœurs, sa mère est d'origine turque, et son père marocain. Il décrit son enfance comme difficile et affirme posséder un Q.I. de 180. Il fait son service militaire dans l'armée israélienne (1979-1982). Au milieu des années 1980, il prend conscience des difficultés qu'il éprouve dans ses relations avec sa fiancée à la suite de ses changements d'humeur. En 1985, il demande l'aide d'un psychiatre, qui diagnostique un trouble de la personnalité narcissique. Vaknin n'accepte pas ce diagnostic. Il revient en Israël, où il devient directeur d'une firme, Mikbatz Teshua.
En 1996, après des condamnations judiciaires pour fraude fiscale, il accepte de suivre un test d'évaluation psychiatrique, test qui confirmera la présence de troubles de la personnalité. Il souffrait selon lui d'une « personnalité borderline schizoïde, dominée par un trouble de la personnalité narcissique » et accepte cette fois-ci le diagnostic.
Vaknin emménage à Skopje, en Macedoine, où il épouse Lidija Rangelovska.

## Écrits et prises de positions
Vaknin s'intéresse au narcissisme et à la psychopathie. Ses perceptions ont souvent été sollicitées par les médias,.
Vaknin se réfère aux théories des psychiatres Paul-Claude Racamier et Heinz Kohut.
Son apport personnel concerne le concept de fake-self qui dérive selon d'abus émotionnels subis pendant l'enfance et qui empêche la personne de se protéger contre les narrations invasives de ses tourmenteurs, et où l'enfant, afin de survivre à une négativité émotionnelle, conjure une forme de grandiosité omnipotente au détriment d'une faculté exégétique d'interprétation du monde, d'un modèle de la réalité et d'une compréhension de sa place dans celle-ci.
Il reprend le concept de narcissistic supply créé en 1938 par le psychanalyste Otto Fenichel (que l'on peut traduire par réserve narcissique ou approvisionnement narcissique), au sein duquel il distingue la réserve narcissique primaire, de la réserve narcissique secondaire.
Il distingue le narcissique cérébral du narcissique somatique : le premier emploie son esprit afin de garantir sa réserve narcissique, le second son corps.
Il nomme les personnes co-dépendantes des narcissiques inversés.
Il pense que l'évolution positive du comportement d'une personne narcissique ne peut être simplement cognitive, mais requiert un complément émotionnel, un investissement de sentiments et d'humilité.
Il dénonce également l'existence d'une culture narcissique dans le monde des grandes corporations, de l'économie et du management.

### Définition du trouble de la personnalité
Sam Vaknin définit le trouble de la personnalité comme une identification de la personne à ses habitudes, à son environnement, dans lesquelles la personnalité se fond. Les personnes perdent la capacité de changer leurs habitudes et ne sont capables de trouver des significations au niveau cognitif et émotionnel que dans leurs environnement et leurs routines.
L'identité profonde, le self véritable, de la personne, est rendue inaccessible et comparée à une simple apparition. La conséquence est que les personnes sont rendues incapables d'aimer, à défaut de pouvoir trouver la source de l'amour dans leur identité véritable, ainsi, qu'à terme, de vivre, puisque la vie est définie comme une attraction vers une multiplicité de buts, en changement constant.
Vaknin propose de faire migrer la majorité des troubles de la personnalité (en particulier borderline et narcissique, qui se caractérisent par la présence du faux-self) vers une conception plus proche de celle des troubles de stress post-traumatique.

### Définition de la personnalité narcissique
Vaknin prétend que la personnalité narcissique n'a pas pu construire l'appareil psychologique nécessaire à l'amour de soi. De ce fait, le manque d'une relation d'amour inconditionnel à soi-même l'empêche de développer une relation aux autres fondée sur cette base. En dehors de son monde grandiose et imaginatif, la personne, dans ses moments de conscience, se sent égodystonique et insatisfaite d'elle-même en tant qu'être humain (grandiosity gap). C'est d'une telle insatisfaction que dérive sa volonté dévorante et avide de se faire reconnaître par les autres.
La personnalité narcissique ressent les émotions de manière réactive, jamais proactive, car les émotions positives sont associées de manière inhérente à des émotions négatives. Lorsqu'ils sont privés d'une source de réserve narcissique ou forcés de se mouvoir d'un espace pathologique narcissique à un autre, ils expérimentent une oscillation émotionnelle qui n'atteint pas l'équilibre. Les personnes narcissiques identifient ces mouvements émotionnels spontanés à une forme de profondeur émotionnelle, et relèguent les émotions corporelles à une mémoire à court terme, une capacité d'analyse utilisée pour adapter leurs réactions à des sources réelles ou potentielles de réserve narcissique. L'imitation des émotions des autres est un ajustement intellectuel, une hypothèse de travail permanente, cependant, les personnes narcissiques considèrent intérieurement que les autres personnes simulent leurs propres émotions.
La personne narcissique possède des routines pendant lesquels celle-ci est occupée à sécuriser sa source de réserve narcissique ou obtenir une nouvelle source. Elles peuvent le rendre rigide, indifférent, distant, et s'accompagnent volontiers de comportements de type paranoïaque ou obsessif-compulsif. Lorsque l'équilibre difficilement acquis de ces routines est brisé, la personne peut se retrouver exposée à un monde à ses yeux profondément hostile et souffrir une blessure narcissique. Les routines requièrent un investissement conscient et sont épuisantes ; derrière celles-ci se cachent ce que Vaknin nomme le vrai visage du fake-self, ou encore le tonus narcissique, un état de relaxation mentale où la personne affiche une attitude de supériorité et de dédain.
La personne narcissique est nommée par Vaknin une personnalité de psychopathe survivant. En effet, à l'incapacité d'établir une relation d'empathie avec quelqu'un, est liée une incapacité de reconnaître les conséquences, pourtant inévitables, de ses propres actions. La personnalité narcissique est définie comme un assemblage, une collection d'espaces pathologiques narcissiques, inconsciemment combinés mais figés dans le temps, destinés à permettre à la personnalité de trouver en permanence une nouvelle source de réserve narcissique. La personne narcissique ne peut s'attacher qu'avec des espaces narcissiques, définis comme de véritables personas, mutliplement combinés afin d'augmenter l'input de réserve narcissique.

### Différence entre l'autismeet le narcissisme
Vaknin souligne la confusion possible entre l'autisme de haut niveau (syndrome d'Asperger) et le trouble de la personnalité narcissique, en raison notamment d'un langage corporel similaire et de maladresses sociales (mauvaise interprétation des comportements sociaux en particulier). Les personnes autistes peuvent sembler timides ou arrogantes à cause de la peur du rejet, ce qui fait que celles-ci tendent vers le Trouble de la personnalité évitante. Cependant, elles sont très sociables, aspirent à la normalité, mais ont des difficultés pour cela.
La différence essentielle est qu'en cas de rejet par autrui, les personnes autistes tendent à prendre sur elles et à s'attribuer la responsabilité de ce rejet (réaction de type autoplastique). Au contraire les personnes narcissiques tendent à attribuer à autrui la cause des sentiments négatifs éprouvés (défense alloplastique), ce qui entraîne souvent la dévaluation d'autrui.
Il existe également une différence quant à la possibilité pour la personne autiste de vivre dans une situation relative d'isolement avec une activité routinière (on évoque la possibilité de travailler dans l'informatique). Au contraire, la personne narcissique est grandement dépendante d'autrui pour se sentir valorisée. Le déficit de stimulations régulières, de réserve narcissique, peut résulter en des décompensations pouvant aller jusqu'à la psychose.
La différence est de taille entre la capacité de ressentir des émotions de ces deux groupes, l'empathie « profonde » des personnes autistes et l'empathie « froide » des personnes narcissiques.

### Traitement
Sam Vaknin propose un modèle de thérapie appelée cold therapy ou thérapie froide, consistant à encourager le phénomène de transférance, et reproduire le phénomène de traumatisation ayant conduit à l'établissement de défenses narcissiques chez le patient.

## Publications
- (en) Macedonian Economy on a Crossroads. Skopje, NIP Noval Literatura, 1998.  (ISBN 9989-610-01-0)[21]
- (en) Malignant Self Love: Narcissism Revisited. Narcissus Publications, Prague, 1999.  (ISBN 978-80-238-3384-3)
- (en) After the Rain: How the West Lost the East. Narcissus Publications, in association with Central Europe Review/CEENMI, 2000.  (ISBN 80-238-5173-X)[22]